# Sokrátis Karantinós
Sokrátis Karantinós (in greco Σωκράτης Καραντινός?; Atene, 1906 – Atene, 2 giugno 1979) è stato un regista, critico teatrale e attore greco. 
Ha contribuito alla fondazione e ai primi anni di attività del Teatro di Stato della Grecia del Nord, di cui è stato il primo direttore artistico (1961-1967).

## Biografia
Sokrátis Karantinós nacque ad Atene nel 1906 e visse a Istanbul con la famiglia fino al 1914. Era figlio del proprietario del teatro Olýmpia e imprenditore teatrale Nikólaos Karantinós e fratello dell'architetto Pátroklos Karantinós (1903-1976).
Da adolescente partecipa a corsi di teatro amatoriale e di recitazione. Studia poi teatro all'estero (in Germania, Francia e Austria), mentre lavora occasionalmente come corrispondente per diverse riviste d'arte greche. Nel 1933 torna definitivamente in Grecia. Qui fece i primi tentativi di regia e insegnò nelle scuole, oltre che nelle scuole di teatro, continuando a scrivere recensioni per riviste d'arte.
Come regista, Karantinós ha lavorato inizialmente con il Teatro nazionale della Grecia, l'Opera Nazionale Greca e varie compagnie teatrali indipendenti, come la compagnia di Katerína Andreádi, la compagnia teatrale greca di G. Karoússos e molte altre. Nel 1961 divenne direttore artistico del neonato Teatro di Stato della Grecia del Nord, con sede nella città di Salonicco, incarico che mantenne fino al 1967. Durante il suo mandato di direttore artistico, e dopo il suo abbandono di tale incarico, lavorò per il Teatro di Stato della Grecia del Nord anche come regista, dirigendo oltre quindici produzioni teatrali. Nel dicembre 1972 divenne consigliere artistico e direttore dell'Organizzazione teatrale di Cipro, incarico che mantenne fino al 1974.
Per i suoi servizi al teatro, ha ricevuto diversi riconoscimenti. In particolare, gli è stato conferito l'Ordine della Fenice - Croce di Commendatore, nonché la Medaglia d'argento dell'Accademia di Atene. Il viale 30 ottobre di Salonicco è ornato da un monumento in suo onore, mentre il palcoscenico centrale del Teatro di Stato della Grecia del Nord, situato tra le mura del monastero dei Lazzaristi nel sobborgo di Stavroúpoli, vicino al centro di Salonicco, porta il suo nome.
Morì il 2 giugno 1979 ad Atene all'età di 73 anni.